# ماتيا فيليبي
ماتيا فيليبي (بالإيطالية: Mattia Filippi)‏ (9 مايو 1993 بلوغو في إيطاليا - ) هو لاعب كرة قدم إيطالي في مركز الهجوم. لعب مع نادي تشيزينا ونادي فيتشينزا وForlì FC ‏.

## وصلات خارجية
- ماتيا فيليبي على موقع قاعدة بيانات كرة القدم.إي يو (الإنجليزية)